# Општина Олча (Бихор)
Олча (рум. Olcea) општина је у Румунији у округу Бихор.
Oпштина се налази на надморској висини од 165 m.